# Грамадна
Грамадна (на гръцки: Ευκαρπία, Евкарпия, до 1927 година Γραμμάτινα, Граматина) е село в Егейска Македония, Гърция, дем Кукуш (Килкис) на административна област Централна Македония.

## География
Селото е разположено на 280 m надморска височина, на 7 km северно от град Кукуш (Килкис) и на 11 km северозападно от Коркутово (Терпилос).

## История
На хълма Свети Димитър на 1,5 km от Грамадна и вляво от пътя Кукуш – Грамадна има селище от праисторическия и историческия период, обявено в 1994 година за защитен паметник.

### В Османската империя
В османски обобщен данъчен списък на немюсюлманското население от вилаета Тимур Хисаръ̀ от 1616 – 1617 година е отбелязано, че Грамадна има 10 джизие ханета (домакинства). Със султански декрет от 11 декември 1619 година селото е предадено в собственост на Мимар ага.
През XIX век Грамадна е българско село в казата Аврет Хисар (Кукуш) на Османската империя. В „Етнография на вилаетите Адрианопол, Монастир и Салоника“, издадена в Константинопол в 1878 година и отразяваща статистиката на населението от 1873 година, Грамадна (Gramadna) е посочено като селище в Аврет Хисарската каза със 70 домакинства с 324 жители българи.
Според статистиката на Васил Кънчов („Македония. Етнография и статистика“) в 1900 година селото има 600 жители българи християни.
Християнското население на селото е под върховенството на Българската екзархия. По данни на секретаря на Екзархията Димитър Мишев („La Macédoine et sa Population Chrétienne“) в 1905 година в Грамадна (Gramadna) има 800 българи екзархисти и в селото работи основно българско училище с 1 учител, а учениците са 47.
При избухването на Балканската война в 1912 година един човек от Грамадна е доброволец в Македоно-одринското опълчение.

### В Гърция
В 1913 година след Междусъюзническата война селото попада в Гърция. По време на войната селото е изгорено от гръцката армия, а цялото му население бяга в България. Тук са настанени гъркомани бежанци от Струмишко. По-късно гъркоманите се връщат в родните си села, а тук са настанени гърци бежанци от Понт. Боривое Милоевич пише в 1921 година („Южна Македония“), че Граматна (Граматна) има 60 къщи славяни християни.
През 1927 години селото е прекръстено на Евкарпия. В 1928 година селото е изцяло бежанско със 158 семейства и 548 жители бежанци.
Населението традиционно произвежда жито и тютюн.
| Име    | Име     | Ново име | Ново име | Описание              |
| ------ | ------- | -------- | -------- | --------------------- |
| Кайнак | Καϊνάκι | Пигес    | Πηγές    | река на С от Грамадна |

| Година    | 1913 | 1920 | 1928 | 1940 | 1951 | 1961 | 1971 | 1981 | 1991 | 2001 | 2011 | 2021 |
| --------- | ---- | ---- | ---- | ---- | ---- | ---- | ---- | ---- | ---- | ---- | ---- | ---- |
| Население |      | 272  | 596  | 842  | 879  | 797  | 639  | 541  | 518  | 551  | 514  | 415  |

## Личности
Родени в Грамадна
- Кара Васил, български революционер, деец на ВМОРО, жив към 1918 г.[14]
- Гоце Диков или Динов (1892 – ?), македоно-одрински опълченец, 4 рота на 5 одринска дружина[15]
- Йоргос Симбилидис (р. 1949), гръцки лекар и политик
- Йордан Димитров Трайков (Йордан Апостолов Златанов), български комунист, роден на 20 март 1902 година, член на БКП от 1923 година, в СССР от 1933 година, арестуван на 4 март 1935 година като студент в КУНМЗ, I курс, осъден на 3 години в лагер, завърнал се в България през 1952 година, обявен за активен борец, реабилитиран с определение на Военната колегия на Върховния съд на СССР, 28 ноември 1956 година, починал в 1980 година[16]
- Станиш Наков, войвода на ВМОРО
- Трайко Попкоцев, български учител[17]

Починали в Грамадна
- Стоян Яриджиев, български революционер, деец на ВМОРО, убит при Грамадна[18]

Други
- Димитър Станишев (1924 – 2000), български политик, по произход от Грамадна
- Сергей Станишев (р. 1966), български политик, по произход от Грамадна